# ولیسلو
ولیسلو (به لاتین: Velislav) روستایی در بلغارستان است که در استان بورگاس واقع شده‌است.